# Rockport (Massachusetts)
Rockport – miasto w Stanach Zjednoczonych, w stanie Massachusetts, w hrabstwie Essex.